# Taija Mäkinen
Taija Marianna Mäkinen, född 16 september 1974, är en finländsk vaskulärbiolog och professor vid Uppsala universitet. 

## Biografi
Mäkinen disputerade vid Helsingfors universitet 2002 med en avhandling om rollen för VEGF-3 i mekanismer för lymf-angiogenes. Hon fortsatte som postdoktorand vid Max Planck-institutet för neurobiologi i Martinsried i Tyskland från 2003. Därefter var hon verksam som forskargruppsledare vid Cancer Research UK i London mellan 2007 och 2013. Hon blev 2013 universitetslektor och 2019 professor vid Uppsala universitet. Fokus för hennes forskning har varit samspelet mellan endotelceller i blod- och främst lymfkärl och deras roll i olika fysiologiska processer och sjukdomar inklusive autoimmun sjukdom och cancer.
Hon har medverkat i över 110 publikationer som totalt har citerats över 10 000 gånger.

## Utmärkelser
- 2005 - Werner Risaupriset, för sin forskning om betydelsen av EphrinB2 för utvecklingen av lymfkärl.[8]
- 2011 - EMBO Young Investigator.[9]
- 2015 - Fernströmpriset (svenska priset).[10]
- 2020 - Wallenberg Scholar.[11]
- 2020 - Göran Gustafssonpriset i molekylär biologi för "sina molekylära studier av den lymfatiska ledningsvävnadens tillväxt och funktion."[6]
- 2020  - Invald i Kungliga vetenskapsakademin med nummer 1738, i klassen för biologiska vetenskaper.[12]